# NGC天體表
《星雲和星團新總表》（New General Catalogue of Nebulae and Clusters of Stars，縮寫：NGC），或稱NGC天體表，是由天文學家約翰·德雷耳於1888年編纂的天體目錄，包括星系、星團和發射星雲等7,840個深空天體。德雷耳在1895年和1908年出版了兩份《索引目錄》（Index Catalogues，縮寫：IC），作為NGC的補遺，書中額外描述了5,386個天體。數千個這樣的天體最為人所知的是它們的NGC或IC編號，因此NGC天體表如今仍被廣泛使用。
NGC天體表擴大並鞏固了威廉和卡羅琳·赫歇爾，以及約翰·赫歇爾星雲和星團總表編輯的目錄。但天球赤道以南天體的編目不那麼徹底，許多天體是根據約翰·赫歇爾或詹姆士·敦洛普的觀測而收錄在內的。
NGC天體表包含多個錯誤，但1973年，傑克·蘇倫蒂克和威廉·蒂夫特的《修訂新總目錄》（RNGC），還有罗格.W.斯诺特於1988年的“NGC2000”，以及1993年提出的“NGC/IC項目”都試圖消除這些錯誤。2009年，沃爾夫岡·斯坦尼克編制了一份“修訂後的新總目錄和索引目錄”（縮寫為RNGC/IC），並於2019年更新了13,957個天體。

## 原始目錄
最初的"新總目錄"是由約翰·德雷耳在19世紀80年代利用威廉·赫歇爾和他的兒子約翰·赫歇爾的觀察結果編製的。之前，德雷耳已經出版了赫歇爾的《星雲和星團總目錄》（GC）的補充，包含大約1,000個新天體。在1886年，他建議對赫歇爾的《總目錄》進行第二次補充，但英國皇家天文學會要求德雷耳編輯一個新版本。這導致1888年在《皇家天文學會回憶錄》中出版了《新總目錄》。
編輯NGC天體表是一項挑戰，因為德雷耳必須處理許多相互衝突且不清楚的報告，這些報告是用在2到72英寸之間，各種不同孔徑的望遠鏡製作的。雖然他自己確實也檢查了一些，但數量之多意味著德雷耳不得不接受其他人發表的作品，以便進行編輯。該目錄中有幾個錯誤，主要與位置和描述有關，但德雷耳列出了每筆資料的出處，這使後來的天文學家能够審查原始參考資料，並發佈對原始NGC天體表的更正。

## 索引目錄
NGC的第一次重大更新是德雷耳於1895年出版的“星雲和星團索引目錄”（簡稱“IC I”，包含1,520個天體）和1908年的（IC II，包含3,866個天體）。它是NGC天體表的補充，包含額外的5,386個天體，統稱為IC天體。它總結了1888年至1907年間星系、星團和星雲的發現，其中大部分都是通過攝影實現的。1912年公佈了對IC的更正清單。

## 修訂後的新總目錄

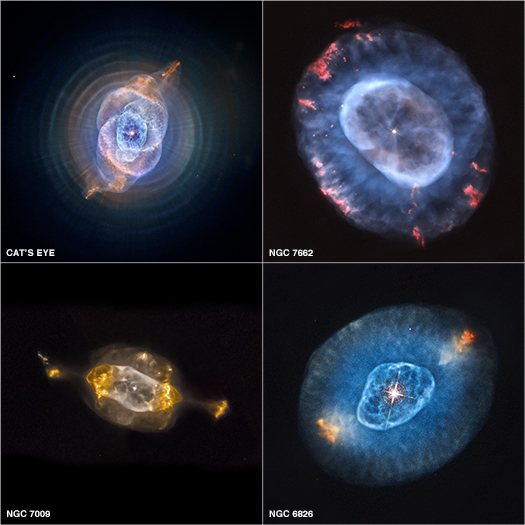
四個不同的行星狀星雲。從左上角開始順時針方向：NGC 6543、NGC 7662、NGC 6826、和NGC 7009

《修訂後的非星天體總目錄》（Revised New Catalogue of Nonstellar Astronomical Objects，簡稱“RNGC”）由傑克·蘇倫蒂克和威廉·蒂夫特於20世紀70年代初編制，並於1973年出版，作為NGC天體表的更新。這項工作沒有包括之前發表的對NGC天體表數據的幾處更正（包括德雷耳本人發表的更正），還引入了一些新的錯誤。例如，獅子座中著名的緊湊星系群科普蘭七重奏在RNGC中似乎不存在。
近800個天體在RNGC中被列為“不存在”。該名稱適用於目錄條目重複的天體、在後續觀測中未檢測到的天體，以及一些被歸類為星團的天體，在後續研究中被視為巧合分組。1993年的一本專著認為229個星團在RNGC中不存在。它們“自18世紀和19世紀被發現以來，就被錯誤地識別或沒有被找到” 。 它發現229中的一個， NGC 1498，實際上並不存在天空中。另外五個是其它條目的重複，99個「以某種形式」存在，另外124個需要額外的研究來解決。
再舉一個例子，在獵戶座的反射星雲NGC 2163，由於德雷耳轉錄錯誤而被歸類為"不存在"。德雷耳已經糾正了自己在索引星表中的錯誤，但RNGC保留了原來的錯誤，並另外反轉了赤緯的標誌，導致NGC 2163被歸類為不存在。

## NGC 2000.0
"NGC 2000.0"（也稱為"星雲和星團的完整新總目錄和索引目錄"）是1988年由罗格.W.斯诺特使用J2000.0坐標製作的NGC和IC彙編。它包含了天文學家多年來所做的一些更正和勘誤表。

## NGC/IC專案
NGC/IC專案是專業和業餘天文學家於1993年合作成立的專案。該專案原預期於2017年完成，旨在識別所有NGC和IC天體，糾正錯誤，收集圖像和基本天文數據。團隊的主要成員是小哈羅德·科溫（Harold G. Corwin Jr.）、史蒂夫·戈特利布、瑪律科姆·湯姆森（Malcolm Thomson），羅伯特·厄德曼（Robert E. Erdmann）和傑弗里·科德（Jeffrey Corder）。

## 修訂後的新總目錄和索引目錄
“修訂後的新總目錄和索引目錄”（Revised New General Catalogue and Index Catalogue，縮寫為"RNGC/IC"）是沃爾夫岡·斯坦尼克於2009年製作的彙編。這是對NGC和IC星表的全面且權威的處理。

## NGC天体表总列表
- NGC天体列表 (1-999)
- NGC天体列表 (1000-1999)
- NGC天体列表 (2000-2999)
- NGC天体列表 (3000-3999)
- NGC天体列表 (4000-4999)
- NGC天体列表 (5000-5999)
- NGC天体列表 (6000-6999)
- NGC天体列表 (7000-7999)

## 外部連結
- The Interactive NGC Catalog Online （页面存档备份，存于）
- Adventures in Deep Space: Challenging Observing Projects for Amateur Astronomers. （页面存档备份，存于）
- Revised New General Catalogue （页面存档备份，存于）